# Zamojski Okręg Etapowy
Zamojski Okręg Etapowy – okręg etapowy Wojska Polskiego.

## Formowanie i zmiany organizacyjne
Zamojski Okręg Etapowy powołano w marcu 1919. Obsługiwał Grupę gen. Jana Romera.

## Obsada personalna dowództwa
- kpt. Henryk Sebera – szef sztabu (od 15 IV 1919[2][3])